# Космос-2185
Космос-2185 је један од преко 2400 совјетских вјештачких сателита лансираних у оквиру програма Космос.
Космос-2185 је лансиран са космодрома Тјуратам, Бајконур, Казахстан, 29. априла 1992. Ракета-носач Сојуз је поставила сателит у орбиту око планете Земље. 